# Майстренко Михайло Сергійович
Миха́йло Сергі́йович Майстре́нко — рядовий Міністерства внутрішніх справ України, учасник російсько-української війни.

## Нагороди
За особисту мужність і героїзм, виявлені у захисті державного суверенітету та територіальної цілісності України, вірність військовій присязі під час російсько-української війни
- нагороджений орденом «За мужність» III ступеня (22.1.2015).